# Noisy-Rudignon
Noisy-Rudignon is een gemeente in het Franse departement Seine-et-Marne (regio Île-de-France) en telt 522 inwoners (2004). De plaats maakt deel uit van het arrondissement Fontainebleau.

## Geografie
De oppervlakte van Noisy-Rudignon bedraagt 4,2 km², de bevolkingsdichtheid is 124,3 inwoners per km².
De onderstaande kaart toont de ligging van Noisy-Rudignon met de belangrijkste infrastructuur en aangrenzende gemeenten.

## Demografie
Onderstaande figuur toont het verloop van het inwonertal (bron: INSEE-tellingen).